# اوک‌تراس (ایلینوی)
اوک‌تراس، ایلینوی (به انگلیسی: Oakbrook Terrace, Illinois) یک شهر در ایالات متحده آمریکا با جمعیت ۲٬۱۵۵ نفر است که در ایلی‌نوی واقع شده‌است.

## موقعیت جغرافیایی
موقعیت جغرافیایی شهرها و مناطق اطراف به شرح زیر است: